# Moscow Grand Slam
Il Moscow Grand Slam è un torneo internazionale di judo tenutosi a Mosca, capitale della Russia.
Il torneo è parte del circuito IJF World Tour, ad oggi si sono svolte 5 edizioni.

## Edizioni
Di seguito la tabella delle ultime edizioni del meeting.
| Edizione | Anno | Data         | Circuito            | Dettagli               | Rif.  |
| -------- | ---- | ------------ | ------------------- | ---------------------- | ----- |
| 1°       | 2009 | 30-31 marzo  | IJF World Tour 2009 | Moscow Grand Slam 2009 | [ 1 ] |
| 2°       | 2010 | 3-4 luglio   | IJF World Tour 2010 | Moscow Grand Slam 2010 | [ 2 ] |
| 3°       | 2011 | 27-29 marzo  | IJF World Tour 2011 | Moscow Grand Slam 2011 | [ 3 ] |
| 4°       | 2012 | 26-27 marzo  | IJF World Tour 2012 | Moscow Grand Slam 2012 | [ 4 ] |
| 5°       | 2013 | 20-21 luglio | IJF World Tour 2013 | Moscow Grand Slam 2013 | [ 5 ] |